# آلفونسو تیله
آلفونسو تیله (انگلیسی: Alfonso Thiele؛ زادهٔ ۵ آوریل ۱۹۲۰ در استانبول، درگذشتهٔ ۱۵ ژوئیهٔ ۱۹۸۶ در نووارا، پیمونت) رانندهٔ مسابقات اتومبیل‌رانی اهل ایالات متحده آمریکا بود که در فصل ۱۹۶۰ در مجموع در یک گراند پری از مسابقات جهانی فرمول یک شرکت کرد، اما موفق به کسب هیچ امتیازی نشد.
تیله در ۱۵ ژوئیه ۱۹۸۶ در نووارا، پیمونت درگذشت.